# Kełef

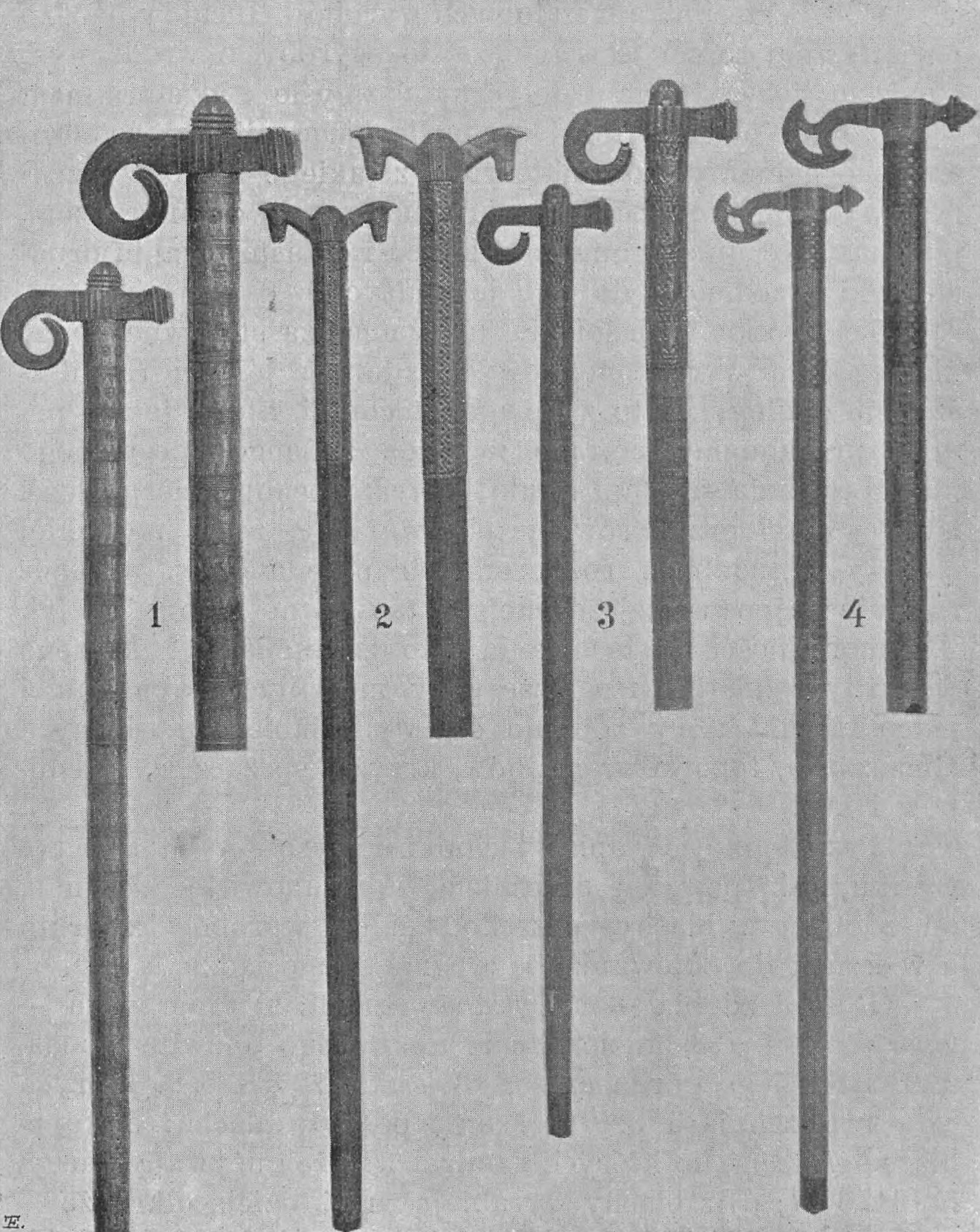
Kełefy, Muzeum im. Dzieduszyckich we Lwowie

Kełef – drewniana laska zakończona mosiężną rączką, w jednej części kabłąkowato zgiętą do dołu, z drugiej uformowaną w kształt obucha.
Brak informacji o funkcji i pochodzeniu kełefów. Wykonywane na Huculszczyźnie, stanowiły element męskiego stroju. We współczesnym Wojsku Polskim są tradycyjnym znakiem dowódców brygad i dywizji „Karpackich”.